# Routines dynamiques
Les routines dynamiques sont une re-conceptualisation de l’approche traditionnelle des routines organisationnelles en Sciences de Gestion. Développées par Martha.S Feldman et Brian.T Pentland au début des années 2000, leurs travaux remettent en question l’idée conventionnelle selon laquelle les routines organisationnelles classiques/ordinaires sont fixes et de fait exclusivement source de stabilité et d’inertie (Hannan et Freeman, 1984) dans les organisations. Pentland et Feldman (2003) affirment que les routines disposent d’une dynamique interne qui leur permet aussi de se modifier et d’être ainsi une source de flexibilité et de changement.

## Les fondements théoriques
Le concept de routine organisationnelle est largement répandu en Sciences de Gestion. Traditionnellement, les routines sont associées à 3 métaphores dominantes : 1. les habitudes individuelles (Nelson et Winter, 1982) ; 2. les programmes de performance ou procédures opératoires (March et Simon, 1958 ; Cyert et March, 1963) ; 3. les gènes de l’organisation (Nelson et Winter, 1982). En s'appuyant sur la diversité de ces approches, Pentland et Feldman (2003) proposent de définir une routine organisationnelle comme « un modèle répétitif et repérable d’actions interdépendantes impliquant de multiples acteurs ».
L’idée de base de Feldman (2000) est de ne pas séparer les routines de ceux (les acteurs) qui les réalisent afin d’appréhender de façon plus réaliste leur fonctionnement effectif dans les organisations.
Pour cela Pentland et Feldman (2003) s’appuient en premier lieu sur les travaux de Bruno Latour et Shirley Strum (1987) qui s’intéressent à l’observation et la définition du lien social. Latour et Strum distinguent deux modèles en opposition : le modèle performatif et le modèle ostensif. Le modèle ostensif du lien social offre une vision en principe, une définition traditionnelle en quelque sorte où « la société existe et les acteurs y participent en adhérant à des règles et à une structure déjà déterminée ». Le modèle performatif quant à lui, offre une vision en pratique du lien social; les acteurs « performateurs » sont ceux qui jouent un rôle actif sur leur société, définissant ce qu’elle est ou sera à partir des actions qu’ils entreprennent.
Pentland et Feldman proposent à leur tour de distinguer, au sein même d’une routine, un aspect ostensif et un aspect performatif. L’aspect ostensif de la routine étant « la routine en principe » qui correspond plus concrètement à l’idée que l’on se fait de la règle. L’aspect performatif de la routine est « la routine en pratique » dans laquelle l’intervention humaine est isolée et se manifeste selon les auteurs par « une action spécifique réalisée par une personne spécifique à un moment particulier ». Les deux aspects de la routine sont nécessaires pour que la routine existe. En distinguant ces deux aspects, les auteurs introduisent à l’intérieur des routines organisationnelles, une dimension active ou volontariste (performatif) d’une part et une dimension passive ou déterministe (ostensif), d’autre part.
Les auteurs s’appuient en second lieu sur les travaux de Anthony Giddens. Ils adaptent la théorie de la structuration de façon à inscrire les aspects ostensif et performatif des routines dans une relation d’interdépendance. En effet Giddens (1987) propose une dualité entre les notions d’action et de structure. Cet auteur indique que « l’action dépend de la capacité d’une personne à créer une différence dans un procès concret, dans le cours des évènements ; un agent cesse de l’être s’il perd cette capacité de créer une différence, donc d’exercer du pouvoir ». Concernant la structure, Giddens indique que « le structurel dans sa signification la plus élémentaire, la plus abstraite et la plus générale, fait référence à des règles ainsi que des ressources (…) les règles et les ressources engagées de façon récursive dans les institutions sont les éléments les plus importants du structurel ». Giddens propose que l’action et la structure interagissent ensemble et se renforcent : « les règles et les ressources utilisées par des acteurs dans la production et la reproduction de leurs actions sont en même temps les moyens de la reproduction du système social concerné ».
Pentland et feldman définissent l’aspect ostensif de la routine comme la structure et la stabilité d’une part, et l’aspect performatif comme l’action et le changement d’autre part. Les deux aspects interagissent mutuellement pour créer un dynamisme endogène au sein de la routine.
Pentland et Feldman mobilisent enfin le modèle de évolutionniste de Variation-Sélection-Rétention (Aldrich et Ruef, 2006) pour décrire comment le changement d’une routine organisationnelle s’opère à partir de son dynamisme endogène. Basiquement, l’approche évolutionniste indique que les acteurs peuvent créer des variations intentionnelles ou aveugles qui ont pour conséquence de créer de nouvelles routines. Si ces nouvelles routines présentent des avantages pour l’organisation au regard des critères de sélection et notamment des forces sélectives internes (résistance au changement) ou externes (l’environnement), leurs variations seront soit sélectionnées positivement et conservées, soit sélectionnées négativement et alors écartées. Enfin, dans le but de capturer la valeur de ces nouvelles routines, les variations sélectionnées sont mises en fonctionnement répété déclenchant ainsi une phase de rétention correspondant à la standardisation des variations au sein de l’organisation.

## Mécanisme et dynamique du changement
Le dynamisme endogène aux routines est produit par les relations que chacun des deux aspects d’une routine entretient avec l’autre (cf. schéma 1).
L’aspect ostensif (la structure) d’une routine influe de 3 manières sur l’aspect performatif (l’action) :
1. l’aspect ostensif guide l’aspect performatif : l’idée de la règle que symbolise l’aspect ostensif permet aux acteurs de les guider dans les actions qu’ils doivent accomplir à un moment donné (aspect performatif).
2. L’aspect ostensif permet de rendre compte de l’aspect performatif : les acteurs utilisent les règles pour légitimer auprès de leurs pairs ou leurs supérieurs les actions qu’ils ont accomplies.
3. L’aspect ostensif fait référence à l’aspect performatif : les acteurs utilisent dans leurs relations discursives avec autrui l’aspect ostensif en tant que terminologie permettant une compréhension commune de leur activité respective.

L’aspect performatif (l’action) d’une routine influe lui aussi de 3 manières sur l’aspect ostensif (la structure) :
1. l’aspect performatif créé l’aspect ostensif : l’action spécifique accomplie par une personne en particulier à un moment donné permet de donner naissance à la règle via notamment le phénomène de répétition.
2. L’aspect performatif maintient/entretient l’aspect ostensif : lorsqu’un acteur suit une règle, il contribue à la maintenir en vigueur et évite sa disparition.
3. L’aspect performatif modifie l’aspect ostensif : lorsqu’un acteur accomplit une action particulière, il peut suivre la règle ou y déroger en introduisant une variation quelle qu’en soit la raison (adaptation au contexte, contrôle réflexif, etc.).

Les modifications introduites par les acteurs au moment où ils mettent en œuvre la routine (aspect performatif) suivent le processus évolutionniste de Variation-Sélection-Rétention, jusqu’à intégrer la modification dans l’aspect ostensif de la routine, transformant ainsi la routine en question. Les étapes se déroulent de la façon suivante :
La variation : la manière dont les acteurs accomplissent concrètement une routine (aspect performatif) à un moment donné leur donne la possibilité de déroger à l’aspect ostentif. Les acteurs peuvent ainsi introduire : 1. des variations intentionnelles résultant d’une adaptation située ou d’un apprentissage, 2. des variations non intentionnelles correspondant à leur propre interprétation de l’aspect ostensif.
La sélection : elle se déroule elle aussi de manière intentionnelle ou non. Dans le premier cas, les acteurs sélectionnent les variations en fonction de leur pertinence, c’est-à-dire le résultat qu’elles produisent. Dans le second cas, les acteurs sélectionnent certaines variations qu’ils ne considèrent pas comme des variations en tant que telles mais comme faisant partie intégrante de l’aspect ostensif.
La rétention : lorsque les variations sont considérées par les acteurs comme faisant partie de l’histoire de l’organisation, la variation préalablement introduite est retenue et la routine est transformée.